# İlhan Parlak
İlhan Parlak (Yahyalı, 19 gennaio 1987) è un ex calciatore turco, di ruolo attaccante.

## Caratteristiche tecniche
Centravanti, può giocare anche come esterno all'occorrenza.

## Carriera
Promessa del Kayserispor, diviene il miglior marcatore all'Europeo Under-19 del 2006 e l'anno seguente il Fenerbahçe paga € 1 milione per assicurarsi il cartellino dell'attaccante. Dopo un periodo non fortunato, passa all'Ankaraspor, quindi è ceduto in prestito prima ai cugini dell'Ankaragücü poi al Karabükspor per due stagioni consecutive. A Karabük, Parlak gioca discretamente e la società decide di riscattare il calciatore dell'Ankaraspor, club per il quale non scende mai in campo. Nel 2014 firma per il Kayseri Erciyesspor, squadra che l'aveva lanciato dieci anni prima nel calcio professionistico, successivamente gioca anche per il Gaziantepspor prima di tornare all'Ankaragucu, nella seconda divisione turca.

## Palmarès

### Club

#### Competizioni nazionali
- Supercoppa di Turchia: 1

Fenerbahçe: 2007

### Individuale
- Capocannoniere del campionato europeo di calcio Under-19: 1

2006 (5 gol)